# (1647) Ménélas
Pour les articles homonymes, voir Ménélaos.
(1647) Ménélas ou sous sa désignation internationale (1647) Menelaus, est un astéroïde troyen de Jupiter. Il a été découvert le 23 juin 1957 par l'astronome américain Seth Barnes Nicholson à l'observatoire Palomar.

## Caractéristiques
Il partage son orbite avec Jupiter autour du Soleil au point de Lagrange L4, c'est-à-dire qu'il est situé à 60° en avance sur Jupiter.
Son nom fait référence à Ménélas le héros achéen de la guerre de Troie. 
Sa désignation provisoire était 1957 MK.